# Гарві Вайнштейн
Гарві Вайнштейн (англ. Harvey Weinstein; нар. 19 березня 1952) — американський кіновиробник, відомий як співзасновник та голова кіностудії «Miramax Films». Він і його брат Боб Вайнштейн були співголовами The Weinstein Company.
Лауреат премій «Оскар» і BAFTA за фільм «Закоханий Шекспір». Був одним з найвпливовіших продюсерів Голлівуду. Фільми, створені за його участі, неодноразово завойовували премію «Оскар» в різних номінаціях, в тому числі як найкращий фільм.
У жовтні 2017 року Вайнштейна звільнили із The Weinstein Company після того, як десятки актрис звинуватили його в сексуальних домаганнях, серед них такі відомі актриси, як: Ешлі Джад, Гвінет Пелтроу, Анджеліна Джолі, Кара Делевінь та інші. Історія звинувачень Вайнштейна породила так званий ефект Вайнштейна, коли аналогічні звинувачення отримали інші знаменитості. 24 лютого 2020 року суд присяжних визнав Вайнштейна винним у сексуальному насильстві та зґвалтуванні. 11 березня 2020 року його було засуджено до 23 років тюремного ув'язнення. 23 березня 2020 року стало відомо, що у Ванштейна діагностовано коронавірусне захворювання COVID-19. 1 квітня 2020 року було оголошено про його одужання.
У 2024 році апеляційний суд у Нью-Йорку скасував обвинувальний вирок. Там визнали, що суддя завдав шкоди Вайнштейну «неналежними рішеннями», зокрема дозволивши свідчити жінкам, які не були частиною справи. На початку вересня 2024 року прокуратура Великої Британії зняла звинувачення у непристойних діях з американського продюсера Гарві Вайнштейна. Жінки, які звинувачують його, заявили, що «розчаровані» таким рішенням.

## Життєпис
Гарві Вайнштейн виріс у єврейській родині з Нью-Йорка. Крім нього в сім'ї була ще одна дитина — його молодший брат Боб. Гарві закінчив школу John Bowne High School, потім вступив до Університету штату Нью-Йорк у Буффало.
Після університету Вайнштейн почав займатися продюсерською діяльністю. Першими його проєктами стала організація рок-концертів у Буффало в 70-ті роки. Гарві разом з братом Бобом і Коркі Бурґером працювали під лейблом Harvey & Corky Productions. Але обидва брати мріяли про створення фільмів, і в кінці 70-х на зароблені організацією концертів гроші вони відкрили невелику, зате незалежну компанію Miramax, яка була названа на честь батьків братів — Міріям і Макса. Першими роботами Miramax були музичні фільми — на кшталт «Рок-шоу» з Полом Маккартні.

## Вибрана фільмографія

### Режисер
- Тримай кулаки (1986)
- Неймовірні пригоди гномів (1987)

### Сценарист
- Спалення (1981)
- Тримай кулаки (1986)

### Продюсер
| - Спалення (1981) - Залізо (1990) - Раптове багатство (1990) - У ліжку з Мадонною (1991) - Справжня любов (1993) - Година свині (1993) - Кримінальне чтиво (1994) - Дітки (1995) - Дим (1995) - Постовий на перехресті (1995) - Англієць, який піднявся на пагорб, а спустився з гори (1995) - Англійський пацієнт (1996) - Крик (1996) - Джейн Ейр (1996) - Розумник Вілл Гантінґ (1997) - Джекі Браун (1997) - Закоханий Шекспір (1998) - Правила виноробів (1999) - Інші (2001) - Володар перснів: Хранителі Персня (2001) - Чикаґо (2002) - Еквілібріум (2002) - Володар перснів: Дві вежі (2002) - Банди Нью-Йорка (2002) - Холодна гора (2003) - Убити Білла. Фільм 1 (2003) - Володар перснів: Повернення короля (2003) - Убити Білла. Фільм 2 (2004) - Авіатор (2004) - Фаренгейт 9/11 (2004) - Чарівна країна (2004) - Місто Гріхів (2005) - Клерки 2 (2006) - Грайндхаус (2007) - Імла (2007) - Крокодил (2007) - Сіко (2007) - Геловін (2007) - Наркоз (2007) - Супергеройське кіно (2008) - Рембо 4 (2008) - Читець (2008) - Зак і Мірі знімають порно (2008) - Безславні виродки (2009) - Геловін 2 (2009) - Капіталізм: Історія кохання (2009) | - Стати Джоном Ленноном (2009) - Дев'ять (2009) - Бунтівна юність (2009) - Усе найкраще (2010) - Шанхай (2010) - Піраньї 3D (2010) - Король говорить! (2010) - Паскудне дівчисько (2010) - Боєць (2010) - Крик 4 (2011) - Червона Шапочка проти зла (2011) - Артист (2011) - Діти шпигунів 4D (2011) - Я не знаю, як вона це робить (2011) - Аполлон 18 (2011) - Ми. Віримо у кохання (2011) - Як по маслу (2011) - 7 днів і ночей з Мерилін (2011) - Піраньї 3DD (2012) - Збірка промінців надії (2012) - Джанґо вільний (2012) - Дуже страшне кіно 5 (2013) - Похмурі небеса (2013) - Дворецький (2013) - Втеча з планети Земля (2013) - Довгий шлях до свободи (2013) - Несвяті (2013) - Серпень: Графство Осейдж (2013) - Академія вампірів (2014) - Французька сюїта (2014) - Марко Поло (телесеріал) (2014) - Місто гріхів 2: Жінка, заради якої варто вбивати (2014) - Великі очі (2014 року) - Пригоди Паддінгтона (2014) - Керол (2015) - Шульга (2015) - Мерзенна вісімка (2015) - Жінка в золоті (2015) - Крик (телесеріал) (2015) - Шеф Адам Джонс (2015) - Війна і мир (телесеріал) (2016) - Скрадливий тигр, затаїлий дракон: Меч долі (2016) - Джейн береться до зброї (2016) - Війна струмів (2017) - Тюльпанова лихоманка (2017) - Жах Амітивілля: Пробудження (2017) |